# Conservatorio Stern
L'Istituto "Julius Stern" (Julius-Stern-Institut) è una scuola di musica, parte della facoltà di musica dell'Universität der Künste Berlin.

## Storia
L'Istituto "Julius Stern" è l'erede del precedente conservatorio privato "Stern" (Stern'sches Konservatorium) di Berlino.
Fu fondata nel 1850 come Berliner Musikschule da Julius Stern, Theodor Kullak e Adolf Bernhard Marx. Kullak si ritirò dal conservatorio nel 1855 per creare una nuova accademia di scultura e arte tridimensionale. Con il ritiro di Marx nel 1856 il conservatorio si trovò esclusivamente sotto la famiglia Stern e adottò il suo nome. Nel 1894 fu rilevato da Gustav Hollaender che trasferì la sede della scuola nella sala da concerti della Berliner Philharmoniker di Bernburger Strasse a Berlino-Kreuzberg.
Nel corso del processo di Gleichschaltung, l'Accademia Stern nel 1936 fu ribattezzata Konservatorium der Reichshauptstadt Berlin sotto il controllo del regime nazista. Gli eredi di Gustav Hollaender erano contrari al regime, ma per alcuni anni riuscirono a dirigere una "Scuola di musica privata ebraica Hollaender" finché non furono deportati e assassinati nel 1941.
Dopo la fine della seconda guerra mondiale nel 1945 la scuola fu ribattezzata Städtisches Konservatorium (conservatorio della città) in quella che stava diventando Berlino Ovest. Nel 1966 si fonde con l'Akademische Hochschule für Musik (accademia universitaria di Musica) dando origine alla Staatliche Hochschule für Musik und Darstellende Kunst (scuola di musica e arti dello spettacolo di Berlino), divenuta in seguito, dal 2001, Universität der Künste Berlin (Università delle arti di Berlino).

## Direttori
- 1883-1894: Jenny Meyer
- 1894-1915: Gustav Hollaender
- 1915-1930: Alexander von Fielitz
- 1930-1933: Paul Graener
- 1933-1935: Siegfried Eberhardt

Konservatorium der Reichshauptstadt Berlin:
- 1936-1945: Bruno Kittel

Städtisches Konservatorium:
- 1946-1949: Heinz Tiessen
- 1950-1960: Hans Joachim Moser